# Mahou-San Miguel
Le groupe Mahou-San Miguel est l'une des trois plus grandes brasseries espagnoles avec Heineken Espagne et Damm.

## Histoire
En 2000, le groupe Mahou, qui possède déjà 30 % des parts des brasseries San Miguel, rachète les 70 % restants à Danone pour la somme de 330 500 000 euros. Mahou prend le nom de Mahou-San Miguel et devient ainsi la plus importante brasserie de capitaux exclusivement espagnols. En 2004, le groupe acquiert les Cervezas Anaga, et en 2007 les Cervezas Alhambra. En 2010, il acquiert le fabricant d'eau minérale Solán de Cabras afin de diversifier ses activités. Le groupe emploie environ 3 200 personnes.

## Techniques
Pour l'extraction des malts, lors de la fabrication des bières, les usines du groupe utilisent la technique des fluides supercritiques.

## Marques du groupe

### Bières
- Mahou Cinco Estrellas
- Mahou Cinco Estrellas sin gluten (sans gluten)
- Mahou Cinco Estrellas session IPA
- Mahou Clásica
- Mahou Sin
- Mahou Maestra / Mahou Maestra Dunkel / Majou Maestra Wheat

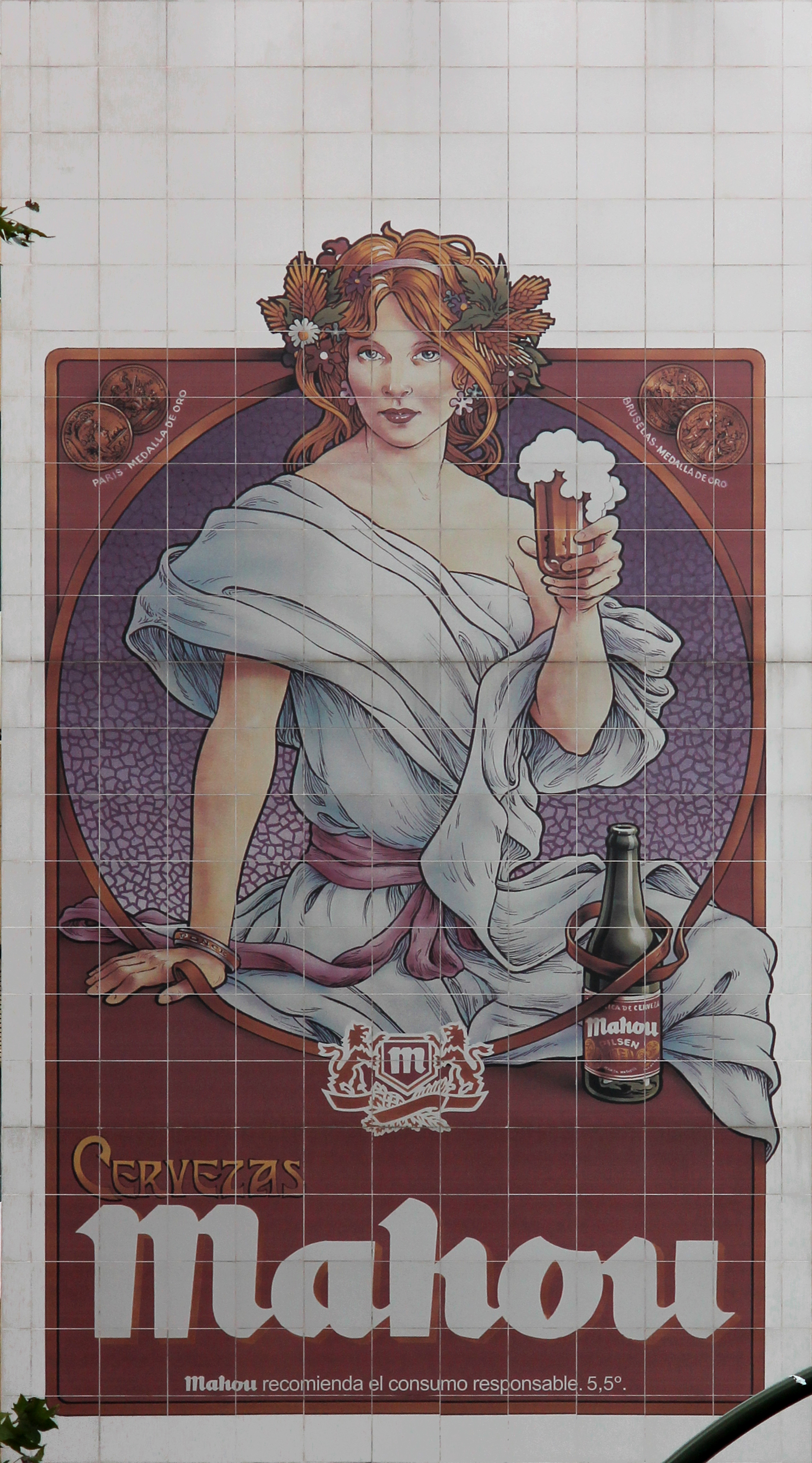
Publicité Mahou à Madrid.

- Mahou Barrica
- Mahou Mixta
- Mahou Radler
- Mahou Negra
- Mixta Shandy
- Mahou Light

- San Miguel Especial
- San Miguel 1516
- San Miguel Eco
- Selecta XV
- Reina
- Sureña
- Alhambra Especial
- Alhambra Lager Especial
- Alhambra Reserva 1925
- Alhambra Negra
- Mezquita
- La Salve Original
- Nómada Hanami

### Bières sans alcool

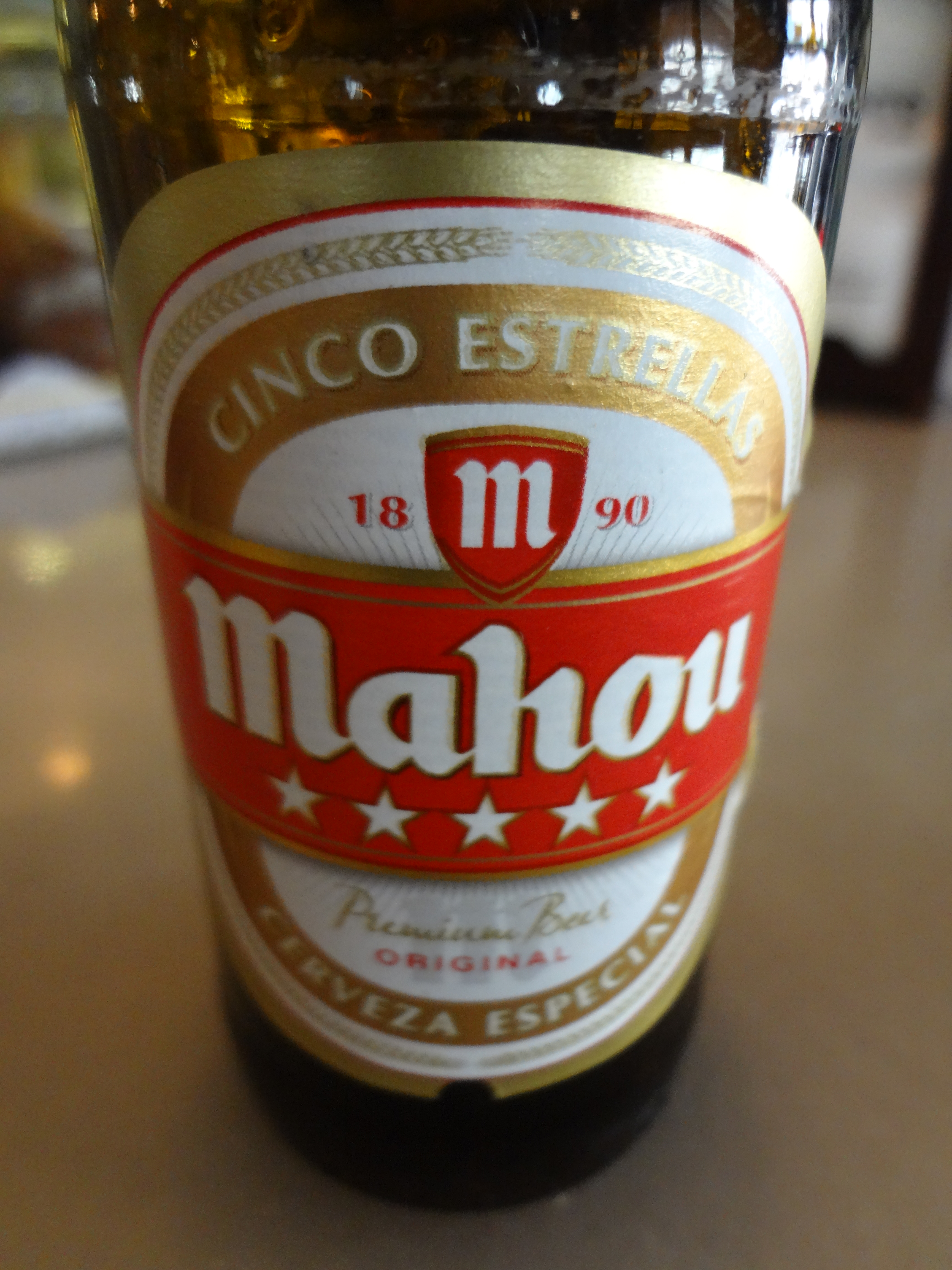
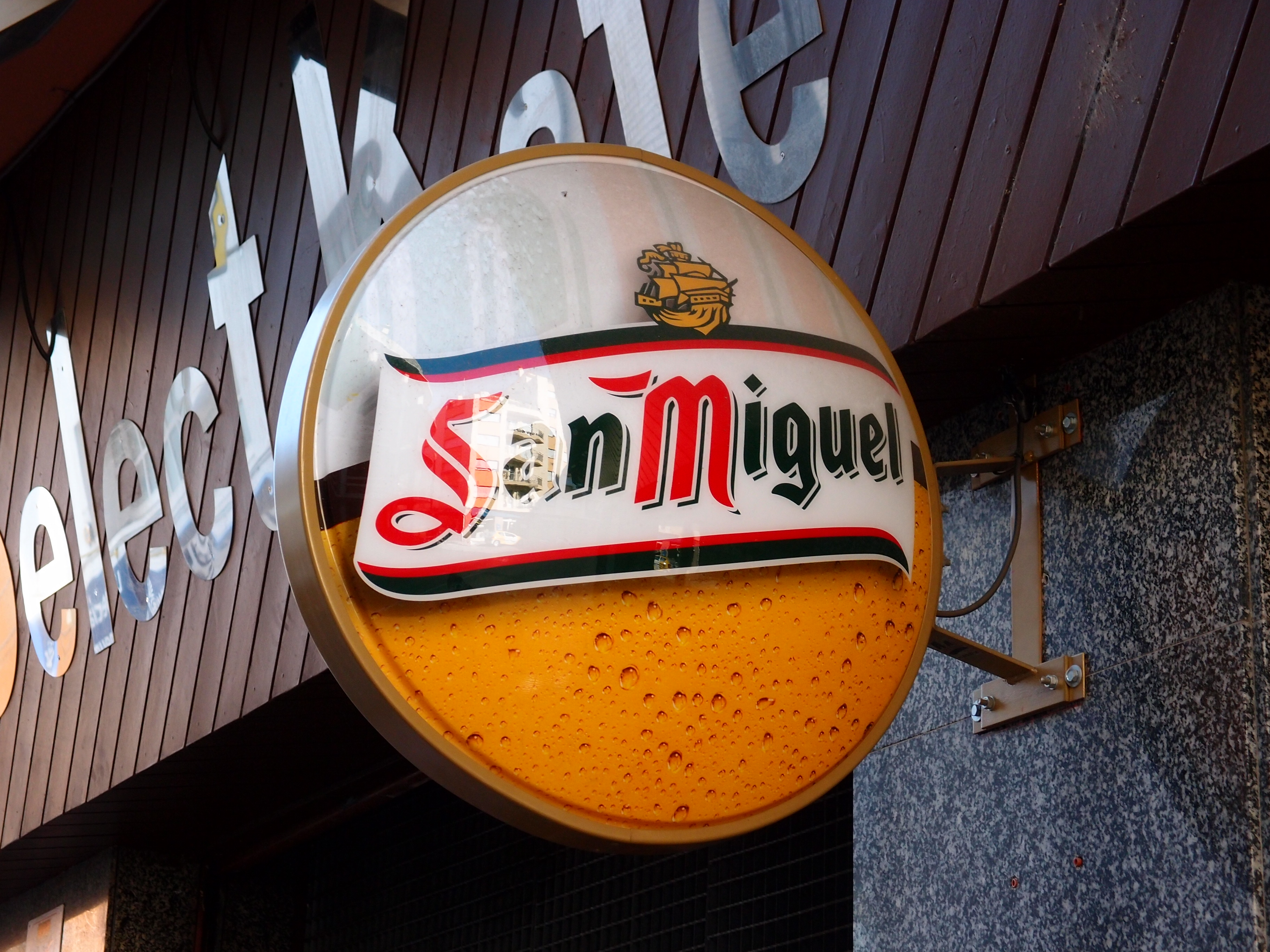
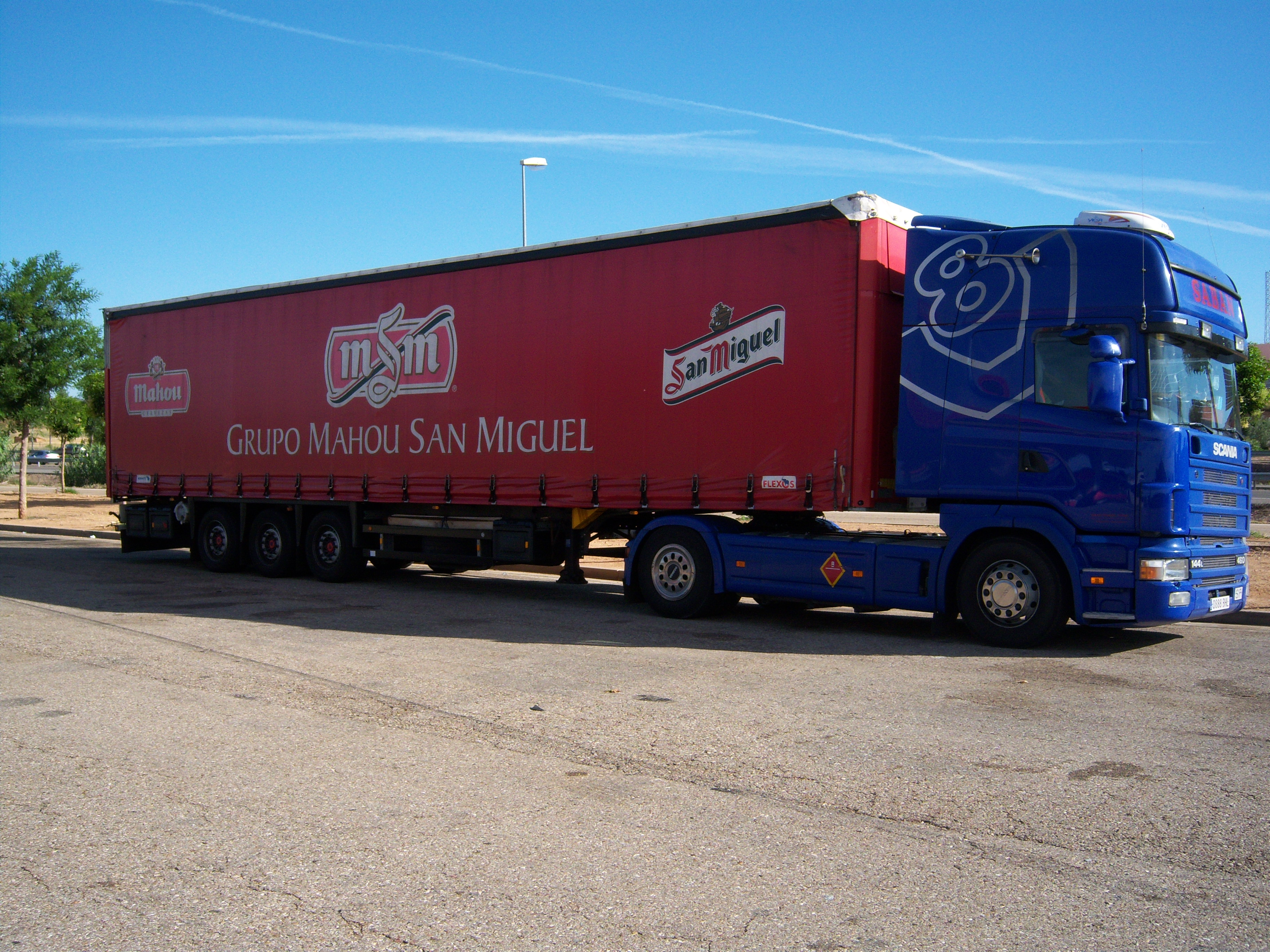
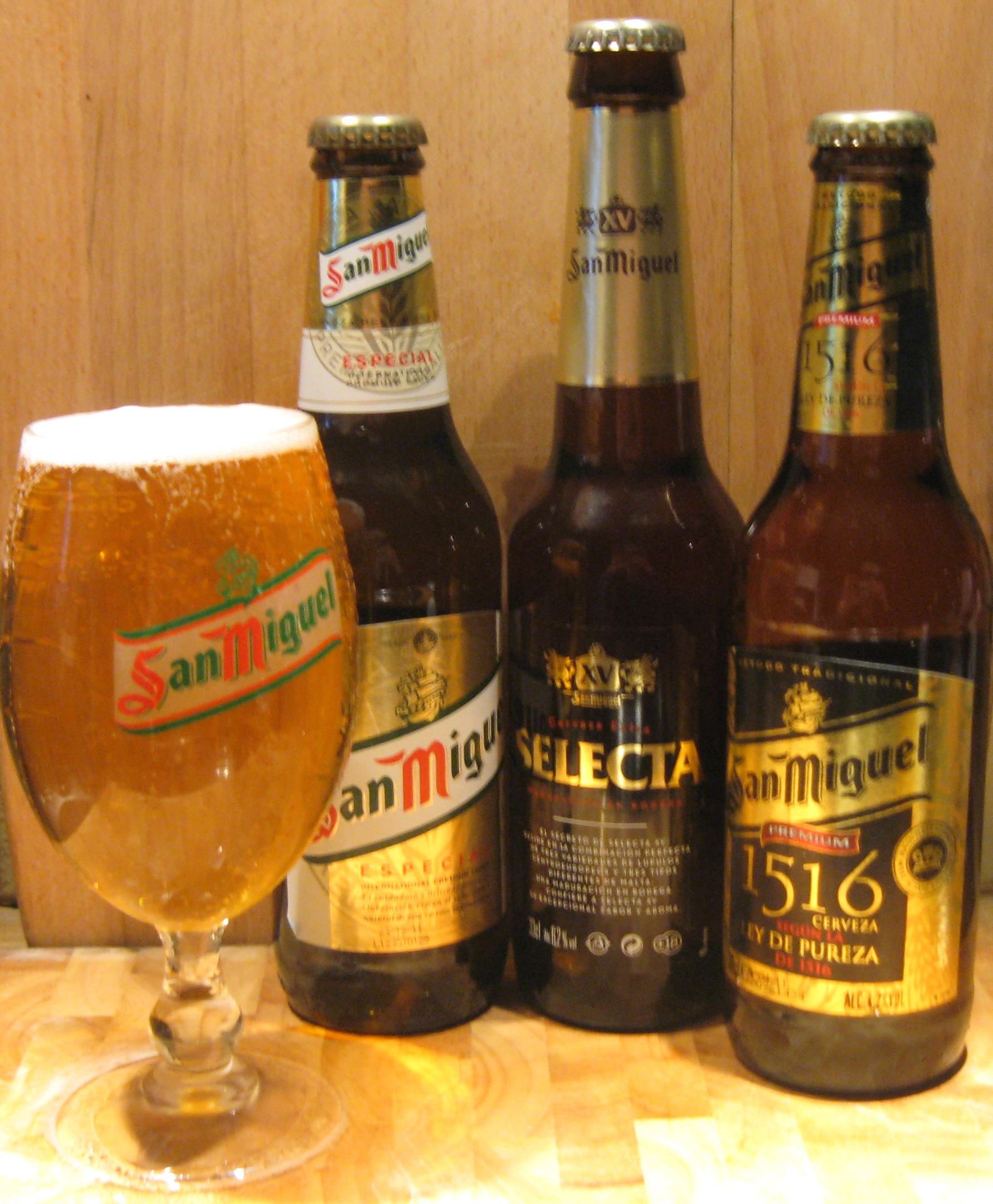
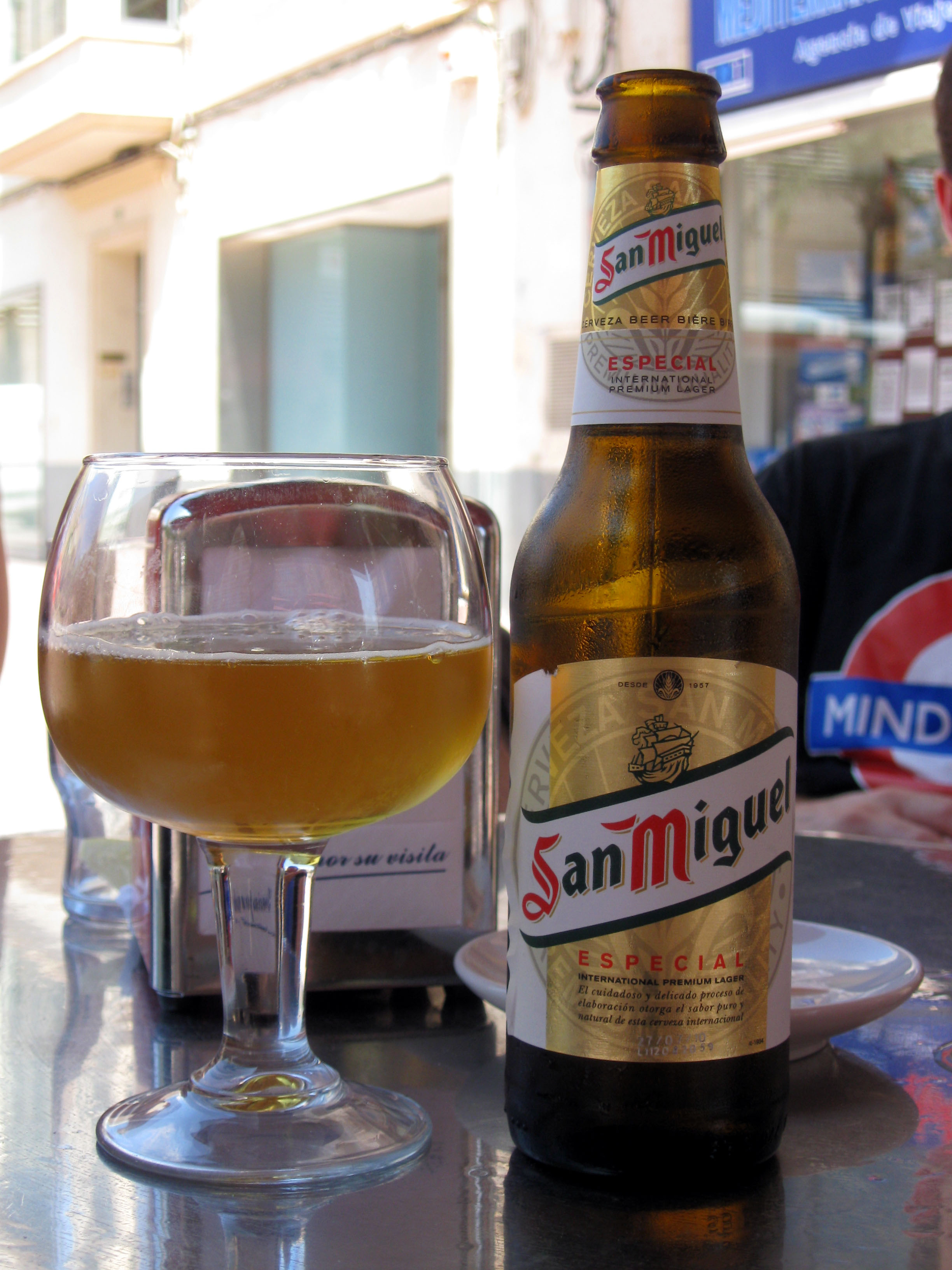
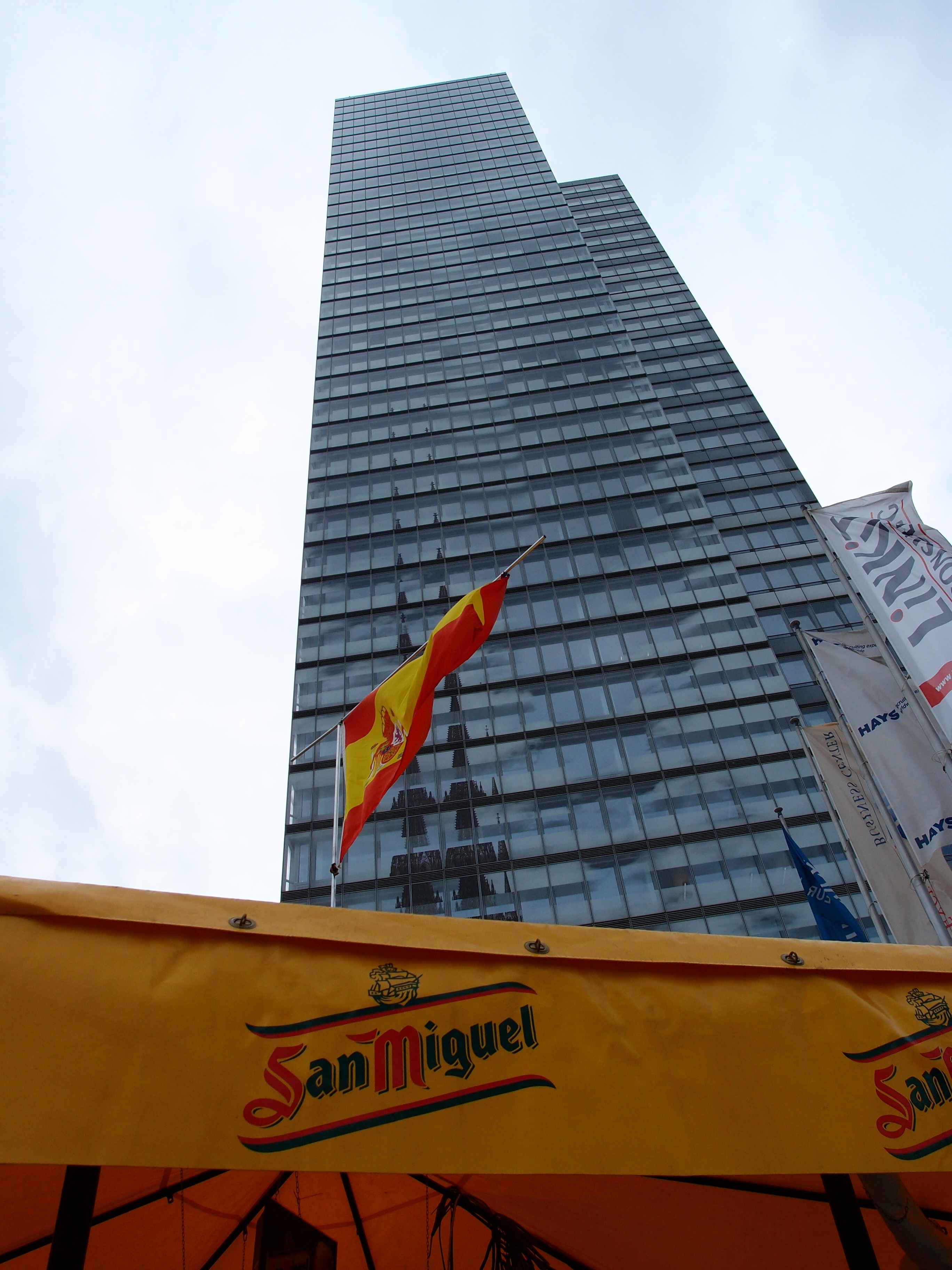

- Laiker (depuis 2011, Mahou Sin)
- San Miguel 0,0 %
- San Miguel 0,0 % Manzana
- San Miguel 0,0 % Limón
- Mixta Shandy
- Mahou 00 Tostada
- Alhambra Sin
- Shandy de Alhambra

### Source de la traduction
- (es) Cet article est partiellement ou en totalité issu de l’article de Wikipédia en espagnol intitulé « Mahou-San Miguel » (voir la liste des auteurs).